# Davide Agazzi
Davide Agazzi (Trescore Balneario, 2 giugno 1993) è un calciatore italiano, centrocampista del Benevento.

## Caratteristiche tecniche
Centrocampista centrale molto dotato tecnicamente, possiede una buona visione di gioco, abile nei passaggi, gioca prevalentemente come regista.

## Carriera
Cresciuto calcisticamente nel settore giovanile dell'Atalanta, l'11 luglio 2012 viene ceduto in prestito al Savona, con cui inizia la carriera professionistica. Dopo aver disputato due stagioni da titolare con il club ligure, il 10 luglio 2014 passa, sempre a titolo temporaneo, alla Virtus Lanciano.
Il 31 agosto 2015 si trasferisce al Catania; il 12 dicembre dello stesso anno segna il suo primo gol tra i professionisti nel pareggio per 3-3 in casa del Melfi. Il 13 luglio del 2016 viene ceduto al Foggia.Trascorre due stagioni con i Satanelli, conquistando una promozione in Serie B e la vittoria della Supercoppa di Lega Pro. Il 21 dicembre 2017 segna la sua  prima marcatura in serie B, nel successo per 3-0 in casa sulla Salernitana.
Il 13 luglio 2018 viene ceduto, sempre in prestito, al Livorno chiudendo la prima stagione con 30 gettoni nel campionato cadetto. Viene poi in seguito riscattato dal club amaranto, con cui firma un nuovo contratto valido fino al giugno del 2021. Il 21 settembre 2019 segna la sua prima rete con la maglia dei labronici nella vittoria per 2-1 in casa contro il Pordenone.
Il 16 gennaio 2021 viene acquistato dal L.R. Vicenza. Il 5 luglio 2021 firma un biennale con la Ternana.
Il 16 agosto alla seconda presenza in rossoverde allo stadio Stadio Renato Dall'Ara mette a segna il gol del momentaneo 1-0 contro il Bologna, nel secondo turno di Coppa Italia, poi vinto 5-4 sui felsinei con il passaggio del turno.
Il 19 agosto 2023 viene ceduto a titolo definitivo al Benevento.

## Statistiche

### Presenze e reti nei club
Statistiche aggiornate al 13 aprile 2025.
| Stagione         | Squadra          | Campionato       | Campionato | Campionato | Coppe nazionali | Coppe nazionali | Coppe nazionali | Coppe continentali | Coppe continentali | Coppe continentali | Altre coppe | Altre coppe | Altre coppe | Totale | Totale |
| Stagione         | Squadra          | Comp             | Pres       | Reti       | Comp            | Pres            | Reti            | Comp               | Pres               | Reti               | Comp        | Pres        | Reti        | Pres   | Reti   |
| ---------------- | ---------------- | ---------------- | ---------- | ---------- | --------------- | --------------- | --------------- | ------------------ | ------------------ | ------------------ | ----------- | ----------- | ----------- | ------ | ------ |
| 2012-2013        | Savona           | 2D               | 32         | 0          | CI-LP           | 2               | 0               | -                  | -                  | -                  | -           | -           | -           | 34     | 0      |
| 2013-2014        | Savona           | 1D               | 30+3       | 0          | CI+CI-LP        | 1+1             | 0               | -                  | -                  | -                  | -           | -           | -           | 35     | 0      |
| Totale Savona    | Totale Savona    | Totale Savona    | 62+3       | 0          |                 | 4               | 0               |                    | -                  | -                  |             | -           | -           | 69     | 0      |
| 2014-2015        | Virtus Lanciano  | B                | 10         | 0          | CI              | 1               | 0               | -                  | -                  | -                  | -           | -           | -           | 11     | 0      |
| set. 2015-2016   | Catania          | LP               | 28         | 1          | CI-LP           | 0               | 0               | -                  | -                  | -                  | -           | -           | -           | 28     | 1      |
| 2016-2017        | Foggia           | LP               | 19         | 1          | CI+CI-LP        | 2+2             | 0               | -                  | -                  | -                  | SLP         | 2           | 0           | 25     | 1      |
| 2017-2018        | Foggia           | B                | 29         | 1          | CI              | 2               | 0               | -                  | -                  | -                  | -           | -           | -           | 31     | 1      |
| Totale Foggia    | Totale Foggia    | Totale Foggia    | 48         | 2          |                 | 6               | 0               |                    | -                  | -                  |             | 2           | 0           | 56     | 2      |
| 2018-2019        | Livorno          | B                | 30         | 0          | CI              | -               | -               | -                  | -                  | -                  | -           | -           | -           | 30     | 0      |
| 2019-2020        | Livorno          | B                | 30         | 3          | CI              | 1               | 0               | -                  | -                  | -                  | -           | -           | -           | 31     | 3      |
| 2020-gen. 2021   | Livorno          | C                | 16         | 0          | CI              | 1               | 0               | -                  | -                  | -                  | -           | -           | -           | 17     | 0      |
| Totale Livorno   | Totale Livorno   | Totale Livorno   | 76         | 3          |                 | 2               | 0               |                    | -                  | -                  |             | -           | -           | 78     | 3      |
| gen.-giu. 2021   | L.R. Vicenza     | B                | 15         | 0          | CI              | -               | -               | -                  | -                  | -                  | -           | -           | -           | 15     | 0      |
| 2021-2022        | Ternana          | B                | 24         | 0          | CI              | 2               | 1               | -                  | -                  | -                  | -           | -           | -           | 26     | 1      |
| 2022-2023        | Ternana          | B                | 28         | 0          | CI              | 1               | 0               | -                  | -                  | -                  | -           | -           | -           | 29     | 0      |
| Totale Ternana   | Totale Ternana   | Totale Ternana   | 52         | 0          |                 | 3               | 1               |                    | -                  | -                  |             | -           | -           | 55     | 1      |
| 2023-2024        | Benevento        | C                | 23+6       | 1+0        | CI-C            | 1               | 0               | -                  | -                  | -                  | -           | -           | -           | 30     | 1      |
| 2024-2025        | Benevento        | C                | 5          | 0          | CI-C            | -               | -               | -                  | -                  | -                  | -           | -           | -           | 5      | 0      |
| Totale Benevento | Totale Benevento | Totale Benevento | 28+6       | 1          |                 | 1               | 0               |                    | -                  | -                  |             | -           | -           | 35     | 1      |
| Totale carriera  | Totale carriera  | Totale carriera  | 319+9      | 7          |                 | 17              | 1               |                    | -                  | -                  |             | 2           | 0           | 347    | 8      |

## Palmarès

### Club

#### Competizioni nazionali
- Lega Pro: 1

Foggia: 2016-2017 (girone C)
- Supercoppa di Lega Pro: 1

Foggia: 2017